# باسم الأب
باسم الأب (بالإنجليزية: In the Name of the Father)‏ هو فيلم درامي سياسي انتج في سنة 1993 من بطولة دانيال دي لويس وإيما تومسون وإخراج جيم شيريدان والذي فاز عن إخراجه لهذا الفيلم بجائزة الدب الذهبي في مهرجان برلين السينمائي، رشح الفيلم لسبع جوائز أوسكار وأربعة جوائز غولدن غلوب لعام 1994، ولكنه لم يفز.

## القصة
جيري كونلون هو مواطن إيرلندي يدان عن طريق الخطأ بالمشاركة مع الجيش الجمهوري الإيرلندي في التفجير الذي أودي بحياة خمسة أشخاص في مدينة جيلفورد.

## الترشيحات

### جائزة الأوسكار
- ترشح الفيلم لسبع جوائز أوسكار ولكنه لم يفز بها والترشيحات كانت كالتالي:
  - ترشح دانيال دي لويس لجائزة الأوسكار لفئة أفضل ممثل في دور رئيسي.
  - ترشح الممثل بيت بوستلثويت لجائزة أفضل ممثل مساعد.
  - ترشحت الممثلة إيما تومسون لجائزة أفضل ممثلة مساعدة.
  - ترشح المخرج جيم شيريدان لجائزة أفضل مخرج.
  - كما ترشح الفيلم لجائزة أفضل فيلم وأفضل تحرير وأفضل نص مقتبس.

### الغولدن غلوب
- ترشح الفيلم لأربعة جوائز غولدن غلوب وهي كالتالي:
  - جائزة الغولدن غلوب عن أفضل فيلم درامي.
  - جائزة أفضل أغنية فيلم لأغنية "You Made Me the Thief of Your Heart" التي كتبها بونو مع غيفن فرايدي.
  - ترشح دانيال دي لويس لجائزة أفضل أداء لممثل في فيلم درامي.
  - ترشحت إيما تومسون لجائزة أفضل أداء لممثلة في فيلم درامي.

### البافتا
- - ترشح دانيال دي لويس لجائزة أفضل ممثل.
  - ترشح تيري جورج وجيم شيريدان لجائزة أفضل سيناريو مقتبس.

## روابط خارجية
- باسم الأب على موقع IMDb (الإنجليزية)
- باسم الأب على موقع ميتاكريتيك (الإنجليزية)
- باسم الأب على موقع الموسوعة البريطانية (الإنجليزية)
- باسم الأب على موقع روتن توميتوز (الإنجليزية)
- باسم الأب على موقع نتفليكس (الإنجليزية)
- باسم الأب على موقع قاعدة بيانات الأفلام العربية
- باسم الأب على موقع ألو سيني (الفرنسية)
- باسم الأب على موقع Turner Classic Movies (الإنجليزية)
- باسم الأب على موقع أول موفي (الإنجليزية)
- باسم الأب على موقع بوكس أوفيس موجو (الإنجليزية)